# Embarcadero Station
Embarcadero Station is een metro- en lightrailstation in het Financial District van de Amerikaanse stad San Francisco (Californië). Het is de oostelijkste halte op de Market Street Subway, de tunnel onder Market Street die zowel door de metrotreinen van BART als door Muni Metro, de premetro van SF Muni, gebruikt wordt. Vanuit het oosten is Embarcadero de eerste halte na de Transbay Tube onder de Baai van San Francisco. Daardoor is Embarcadero een belangrijk knooppunt voor reizigers in de Bay Area. Er stappen elke weekdag zo'n 34.310 mensen af in Embarcadero, waarmee het de drukste halte in het BART-systeem is.
Het oostelijke eindpunt van de California Street-kabeltram bevindt zich vlak bij Embarcadero Station. De historische tram F Market & Wharves rijdt over Market Street, met een halte op de hoek van 1st en Drumm Street. Het station ligt bovendien op zo'n 600 meter van Montgomery Street Station en op een halfuur wandelafstand van San Francisco 4th and King Street Station, vanwaar de Caltrain vertrekt. Het Ferry Building, een terminal voor veerboten, bevindt zich ongeveer 400 meter ten noordoosten van het station, op de eigenlijke Embarcadero.

## Lijnen

### BART
-  Pittsburg/Bay Point-SFO/Millbrae
-  Dublin/Pleasanton-Daly City
-  Richmond-Daly City/Millbrae
-  Fremont-Daly City

### Muni Metro
- J Church
- K Ingleside
- L Taraval
- M Ocean View
- N Judah
- S Castro Shuttle
- T Third Street